# Socha svatého Jana Nepomuckého (Mcely)
Socha svatého Jana Nepomuckého je pískovcová socha na empírovém podstavci, umístěná od roku 1832 na návsi obce Mcely v okrese Nymburk. Od roku 1965 je chráněna jako kulturní památka.

## Stavba
Socha byla zhotovena roku 1832. V letech 1873 a 1914 byla obnovena. Zatím poslední oprava proběhla roku 2008 a byla financována ze sbírky. Opravu provedl akademický sochař J. Kašpar.

## Popis
Na jednostupňovém hranolovém soklu je pískovcový podstavec a na něm empírový válcový postament zakončený římsou. Socha světce je v podživotní velikosti a v tradičním pojetí s křížem položeným na levé ruce. Zachovány zbytky původní polychromie.